# チェリブロ
チェリブロは、福島県を中心に活動していた女性2人組のお笑いコンビ・ローカルタレント。同県福島市にある芸能事務所・ZUNに所属していた。

## メンバー
あやか（1984年1月6日 - ）（41歳）
ボケ担当。
福島県福島市出身。
本名は渡辺彩香。
2010年9月に結婚。
解散後、2011年4月に第1子となる女児を出産し、現在は育児のために芸能活動を休止。

なつみ（1983年6月9日 - ）（41歳）
ツッコミ担当。
本名は宇津木夏美。
幼稚園教員二種免許、保育士資格、自動車運転免許保有。
フィギュアスケート4級であり、国体やインターハイの出場経験がある。
宮城県仙台市で保育士をしていた。
解散後、2011年1月に結婚。2012年10月から産休に入り、現在は育児のために芸能活動を休止。

## 来歴
「サクラの花」を意味する英語の cherry blossom （イギリス英語発音：チェリーブロッサム）をコンビ名の由来とする。ただし、「チェリブロは2人で1つのサクランボ」をキャッチコピーにしており、自らをサクランボ（英語：cherry チェリー）に見立てている。
高校時代からコンビを組み、2001年にデビューを果たす。福島県のお笑い集団「てきめん」に所属し、あやかが福島県福島市、なつみが宮城県仙台市に在住しながら出身地の福島県を中心に活動していた。2005年ごろから単発でブロックネット番組への出演も見られるようになった。一方、仙台でのライブにも出演していたため、同じ舞台に立っていたお笑い集団ティーライズ所属などの仙台ローカルのお笑いタレントとの交流も進んだ。後にZUN所属となる。
2009年には東日本放送『裏影』のレギュラーになるも、すぐに同番組の放送が終了する。その後、同局が制作するテレビ朝日系列東北6県ブロックネット番組や宮城県内の番組への出演も多く見られるようになった。
2010年9月にあやかが結婚し、以降は東日本放送『突撃!ナマイキTV』などの宮城県内の番組にはなつみが単独で出演している。当初は福島県内におけるコンビでの活動は今後も継続していくとのことだったが、その後、2010年12月31日をもってコンビでの活動を終了し解散することを発表した。
2011年4月にはあやかに第1子となる女児が誕生した。2012年10月からはなつみが産休に入り、現在は育児のために両者共に芸能活動は休止状態となっている。
2014年10月5日に福島刑務所にて行われた「福島矯正展」の司会として、4年ぶりに2人が揃って出演した。

## 出演

### テレビ
- 『ひるまにあん』（テレビ朝日系列東北6県ブロックネット） リポーター不定期出演
- 『黄金鷲団』（テレビ朝日系列東北6県ブロックネット）
- 『突撃!ナマイキTV』（東日本放送） リポーター不定期出演　※「デパスパ一番のり」木曜リポーター
- 『裏影』（東日本放送） レギュラー
- 『大泉洋プレゼンツ 地タレ?大集合ふるさと大好き宣言!』（日本テレビ系列20局ネット） 福島県代表
- 『謎を解け!まさかのミステリー』（日本テレビ系列）
- 『ゴジてれ土曜版』（福島中央テレビ） 「チェリブロ探検隊」コーナー・リポーター
- 『ゴジてれシャトル』（福島中央テレビ） 「チャレンジ61」「チャレンジ60」
- 『イケノダイ Hi4』（福島中央テレビ）（なつみ単独）

### ラジオ
- 『チェリブロのタイムリミット!』（FM POCO） パーソナリティ
- 『エイブロ』（FM POCO） パーソナリティ
- 『ふくしまTOWN BEAT』（ふくしまFM） 桜スポット中継リポーター
- 『ラジオバラエティ土11 なつみのどんなもんだいっ！』（FM POCO 毎月第1土曜放送）パーソナリティ（なつみ単独）

### インターネットテレビ
- 『ぶらっとエイブロ。』（ふくしま中心街区「ぶらっとWebTV」）

### ライブ
- てきめんお笑いライブ（福島市）
- ザ・旬者（仙台市）
- 湯けむり劇場お笑いバトル!（福島市・飯坂温泉）
- ふくしまお笑いコンテスト（郡山市）
- 『爆笑オンエアバトル福島大会』（NHK総合テレビ） 前説
- 笑笑24「笑って笑って24 時間」～東北最大級のお笑い博覧会～（仙台市）

### 広告
- ダイキュー自動車（新聞広告）
- あだたら高原スキー場（テレビCM、ポスターなど）